# Freaky Friday – Ein voll verrückter Freitag
Freaky Friday – Ein voll verrückter Freitag ist eine Filmkomödie aus dem Jahr 2003 mit Jamie Lee Curtis und Lindsay Lohan in den Hauptrollen. Die Neuverfilmung von Ein ganz verrückter Freitag unter der Regie von Mark Waters ist bereits die dritte Disney-Adaption des gleichnamigen Romans aus dem Jahr 1972 von Mary Rodgers. Der Film startete am 11. Dezember 2003 in den deutschen Kinos und wurde 2025 mit Freakier Friday fortgesetzt.

## Handlung
Tess Coleman, eine Psychotherapeutin, und ihre 15-jährige Tochter Anna kommen nicht miteinander zurecht. Zu unterschiedlich sind ihre Ansichten bezüglich Mode, Styling, Musik und Männer. Tess kann Annas schlechte Schulnoten und ihr wiederholtes Nachsitzen ebenso wenig verstehen wie Anna den neuen Verlobten ihrer Mutter, Ryan. Die Hochzeit soll am Wochenende stattfinden.
Der Besuch in einem China-Restaurant verursacht ein Wunder: durch zwei Glückskekse einer älteren chinesischen Dame tauschen sie in der nächsten Nacht um Mitternacht ihre Körper. Da sie der Sache nicht sofort auf den Grund gehen können, verbringen sie den Freitagvormittag erst einmal mit dem Leben des jeweils anderen, ohne jemanden einzuweihen.
Tess geht im Körper ihrer Tochter wieder zur Schule. Sie stellt fest, dass die schlechten Englischnoten ihrer Tochter auf unfairer Behandlung durch ihren Lehrer beruhen, einem ehemaligen Schulkameraden, dessen Einladung zum Abschlussball ihrer Highschool sie einstmals zurückgewiesen hatte. Anna stylt derweil ihre Mutter um. Den Rest des Vormittags verbringt sie mit den Patienten ihrer Mutter und ist genervt von den vielen Anrufen.
Sie müssen feststellen, dass sich der Zauber nur durch Einhalten des Glückskeks-Spruches umkehren lässt, durch Selbstlosigkeit. Sie müssen den Tag erst einmal weiterleben.
Anna erfährt beim Elternsprechtag in der Schule ihres Bruders Harry, dass dieser sie gar nicht so hasst, wie es den Anschein hat. Tess muss dagegen feststellen, dass der Hass ihrer Tochter auf ihre ehemalige Freundin Stacey begründet ist. Zudem lernt sie Annas Flamme Jake näher kennen, doch dieser kann sich nicht mit ihrem Verhalten anfreunden.
Anna präsentiert in einer Fernsehshow das neue Buch ihrer Mutter. Unwissenheit über den Inhalt kaschiert sie geschickt mit einer Show, die gut ankommt. Jake findet die vermeintliche Mutter viel anziehender. Nach einem Gespräch über Musik läuft er ihr hinterher.
Am Abend findet der Polterabend für die Hochzeit am nächsten Tag statt. Annas Bandkolleginnen Maddie und Peg brauchen sie für einen wichtigen Auftritt einige Blocks weiter. Ihr Versuch, Anna (bzw. Tess) mitzunehmen, fällt allerdings auf. Doch Ryan stellt sich nicht als Spielverderber heraus und erlaubt Anna das Konzert. Anna im Körper von Tess kommt ebenfalls zum Konzert. Tess kann nicht Gitarre spielen, doch Anna übernimmt hinter der Bühne ihren Part, während Tess im Körper von Anna die Show liefert.
Zurück auf dem Polterabend stellen Anna und Tess fest, dass sich ihre Konfliktthemen aufgelöst haben. Die Glückskeks-Bedingung ist erfüllt und jede bekommt wieder ihren eigenen Körper zurück.
Am nächsten Tag findet die Hochzeit von Tess und Ryan statt. Auch Anna und Jake finden zueinander. Die alte Chinesin will dem kleinen Harry sowie dessen Großvater zwei Glückskekse anbieten, wird aber im letzten Moment von ihrer Tochter daran gehindert.

## Hintergrund
- Die Produktionskosten wurden auf rund 26 Millionen US-Dollar geschätzt. Der Film spielte weltweit rund 160 Millionen US-Dollar ein, davon rund 110 Millionen in den USA und 6 Millionen in Deutschland.
- Die kanadische Rockband Simple Plan nahm für den Film den Turtles-Hit Happy Together neu auf.

## Trivia
- Marc McClure, der Boris Harris im Original von 1976 spielte, hat im Film einen Cameoauftritt als Postbote.
- Die beiden Hauptdarstellerinnen Jamie Lee Curtis und Lindsay Lohan freundeten sich bei den Dreharbeiten an und blieben über Jahrzehnte freundschaftlich verbunden. Lindsay Lohan sagte im Juli 2025 dem Magazin „People“, Jamie Lee Curtis habe sie in ihrer wilden Zeit begleitet, in der sie öffentlich viel durchgemacht habe und sei immer für sie da gewesen. Auch Curtis erzählte in dem Interview von ihrer Verbundenheit zu Lohan und sagte, sie wisse, dass sie ihr vertrauen kann und das könne sie nicht über viele Leute sagen. Sie und Lohan hätten „beide harte Dinge durchgemacht.“ Beide Frauen hätten sich einst verbunden und seien „wirklich verbunden geblieben“.[3]

## Kritiken
James Berardinelli schrieb auf ReelViews, dass der Film bereits die dritte Verfilmung desselben Romans sei. Er peile ein Publikum im Alter um 20 Jahre an. Der Film sei kein „großes Kino“, aber das Zuschauen habe Freude gemacht. Berardinelli lobte die „erstklassigen“ Darstellungen von Jamie Lee Curtis und Lindsay Lohan.

„So altbacken und vorhersehbar die Komödie ist […] – so erfrischend ist doch die erstaunlich spritzige und witzige Umsetzung.“

„‚Freaky Friday – Ein voll verrückter Freitag‘ eignet sich für die ganze Familie für einen entspannten Nachmittag. Disney hat wieder mal einen unterhaltsamen Film für Groß und Klein produziert.“

„Rasant-witziger Körpertausch-Ulk mit zwei brillant agierenden Hauptdarstellerinnen.“

„Amüsant und tadellos inszenierte Komödie, die Slapstick und Situationskomik, aber auch schreiend peinliche Momente zu einem solide gespielten Unterhaltungsfilm verbindet. Thematisch bleibt der Film jedoch an der Oberfläche und opfert das Ausbalancieren von jugendlicher Unbeschwertheit und erwachsenem Verantwortungsbewusstsein häufig zugunsten simplen Pubertätsklamauks.“

## Auszeichnungen
- Golden-Globe-Nominierung als Beste Schauspielerin in einem Musical oder Komödie für Jamie Lee Curtis
- MTV Movie Award als Beste Newcomerin für Lindsay Lohan
- BMI Film & TV Awards für die Filmmusik von Rolfe Kent
- Teen Choice Award als Choice Breakout Movie Star – Female für Lindsay Lohan (mit Girls Club – Vorsicht bissig! und Bekenntnisse einer Highschool-Diva)
- Teen Choice Award als Choice Movie Hissy Fit für Lindsay Lohan

## Synchronisation
Der Film wurde von FFS Film- & Fernseh-Synchron, München synchronisiert. Dialogbuch und -regie stammen von Elisabeth von Molo.
| Figur            | Schauspieler        | Synchronsprecher     |
| ---------------- | ------------------- | -------------------- |
| Tess Coleman     | Jamie Lee Curtis    | Karin Buchholz       |
| Anna Coleman     | Lindsay Lohan       | Anke Kortemeier      |
| Ryan             | Mark Harmon         | Erich Hallhuber      |
| Harry Coleman    | Ryan Malgarini      | Maximilian Belle     |
| Jake             | Chad Michael Murray | Manuel Straube       |
| Grandpa          | Harold Gould        | Norbert Gastell      |
| Boris            | Marc McClure        | Andreas Borcherding  |
| Evan             | Willie Garson       | Frank Röth           |
| Maddie           | Christina Vidal     | Julia Haacke         |
| Mr. Bates        | Stephen Tobolowsky  | Fritz von Hardenberg |
| Stacey Hinkhouse | Julie Gonzalo       | Stephanie Kellner    |